# ジュエル☆トリコ
ジュエルトリコは、読売テレビ、日本テレビ系で2019年10月3日(木)から放送されたドラマ「チート〜詐欺師の皆さん、ご注意ください〜」に登場するアイドルユニット。

## 概要
- 令和元年に活動。ビーンズエンターテイメント所属設定。TEAM SHACHIのライブでデビュー曲披露。 [1]
- ドラマ内のイベント発芽祭でユニット名とメンバーが発表される。各話放送後にアイドルの裏側を描くチェインストーリーがGYAOで配信[2]。

## メンバー
- 如月モモ（本田翼）、担当色:ブルー
- ユナ（横田真悠）、担当色:ピンク
- マイ（富田望生）、担当色:イエロー

## ディスコグラフィー

### シングル
振付：CRE8BOY

## スタッフ
- 中込真治マネージャー（清原翔）、ボイストレーナー（松尾レイ）